# Cane da pastore scozzese Shetland
Il cane da pastore scozzese Shetland o pastore delle Shetland è una razza di cane da pastore, dalle proporzioni ridotte, chiamato anche pastore scozzese. Selezionato appositamente per custodire le greggi, è un eccellente cane da compagnia, affidabile anche nella guardia. Ottimo cane nell'agility dog.
È un po' diffidente ma con le persone che conosce si rivela molto dolce.

## Storia
La razza nasce da incroci con il Rough Collie e piccoli cani detti "dei balenieri". Secondo alcuni studiosi potrebbe anche derivare da incroci fra Spaniel, spitz e razze locali. Il suo nome deriva dalle omonime Isole Shetland, separate dalla Scozia solo da poche miglia di mare. 
Nel 1906 fu presentato come un Collie in miniatura al Crufts, annuale esposizione canina britannica, ma un attento esame degli standard delle razze mise in evidenza delle differenze. Nel 1908 venne chiesto il riconoscimento presso il The Kennel Club di Londra ma la domanda fu respinta a seguito dell'opposizione degli allevatori del Collie che contestarono la denominazione di Shetland Collie. Solo nel 1914 la razza venne riconosciuta con il nome di Shetland sheepdog o Sheltie. Negli anni '20 e '30 il The Kennel Club autorizzò ulteriori incroci con il Collie per "affinare" le caratteristiche della razza. 
In Italia continua ad essere poco diffuso e conosciuto, nonostante esistano diversi allevamenti che lo selezionano da anni e con ottimi risultati morfologici.

## Descrizione
La coda, inserita bassa, è portata allegra senza mai superare la linea dorsale. I colori sono il Fulvo e tutte le sue sfumature: tricolore (nero, bianco con focature marroni), blu merle (grigio tappezzato), bicolore (nero e bianco); il nero e focato è sempre ammesso, anche se tale variante non si vede in esposizione da 50 anni. Il pelo è doppio: lungo, dritto e ruvido quello di copertura, che è impermeabile; morbido, corto e fitto il sottopelo. 

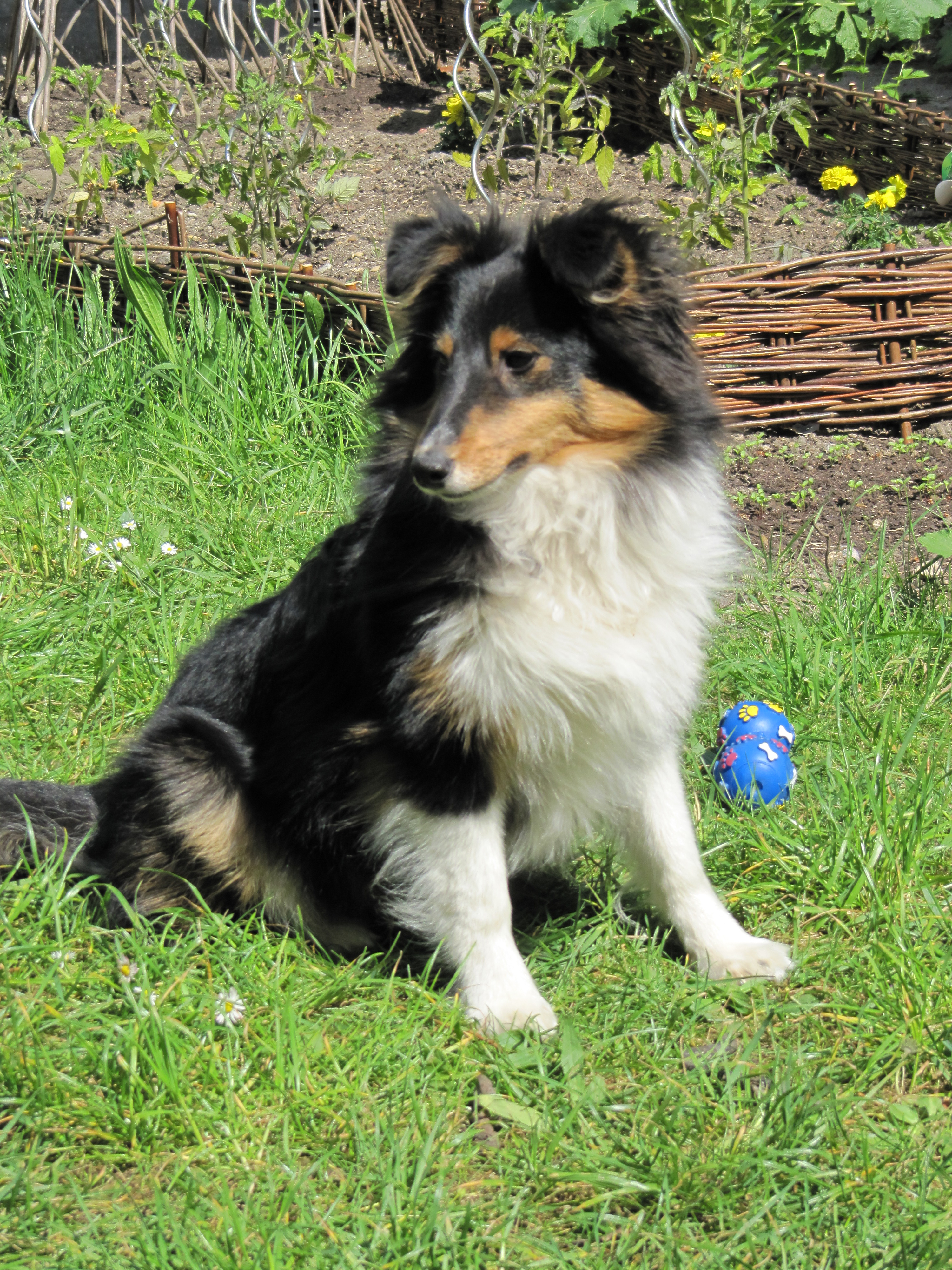
Tricolore
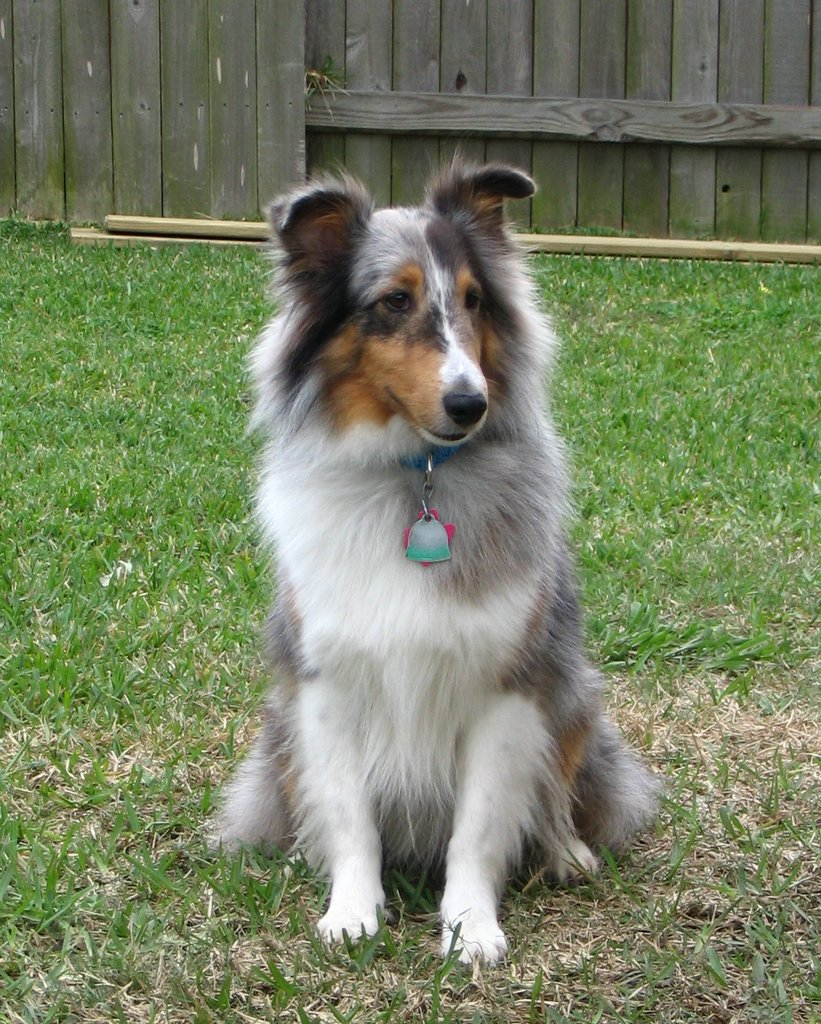
Blu Merle
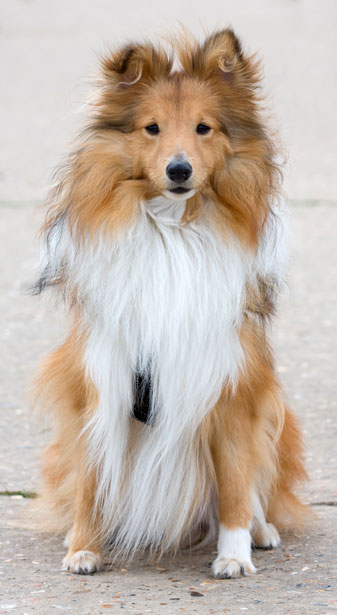
Fulvo
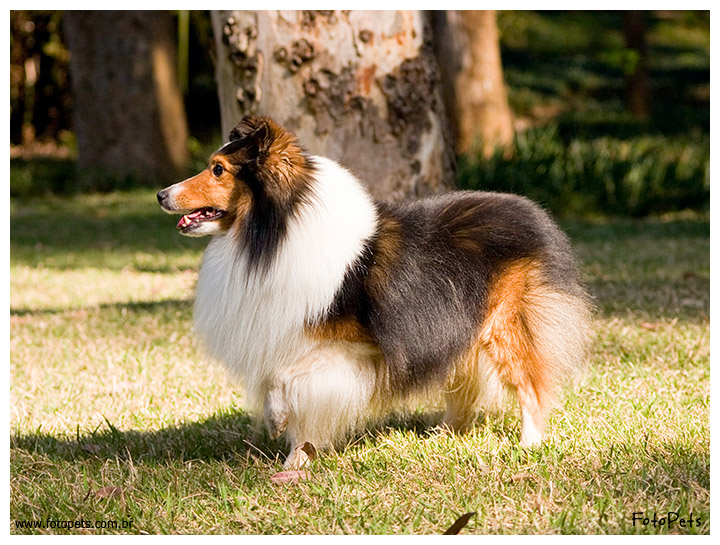
Fulvo carbonato
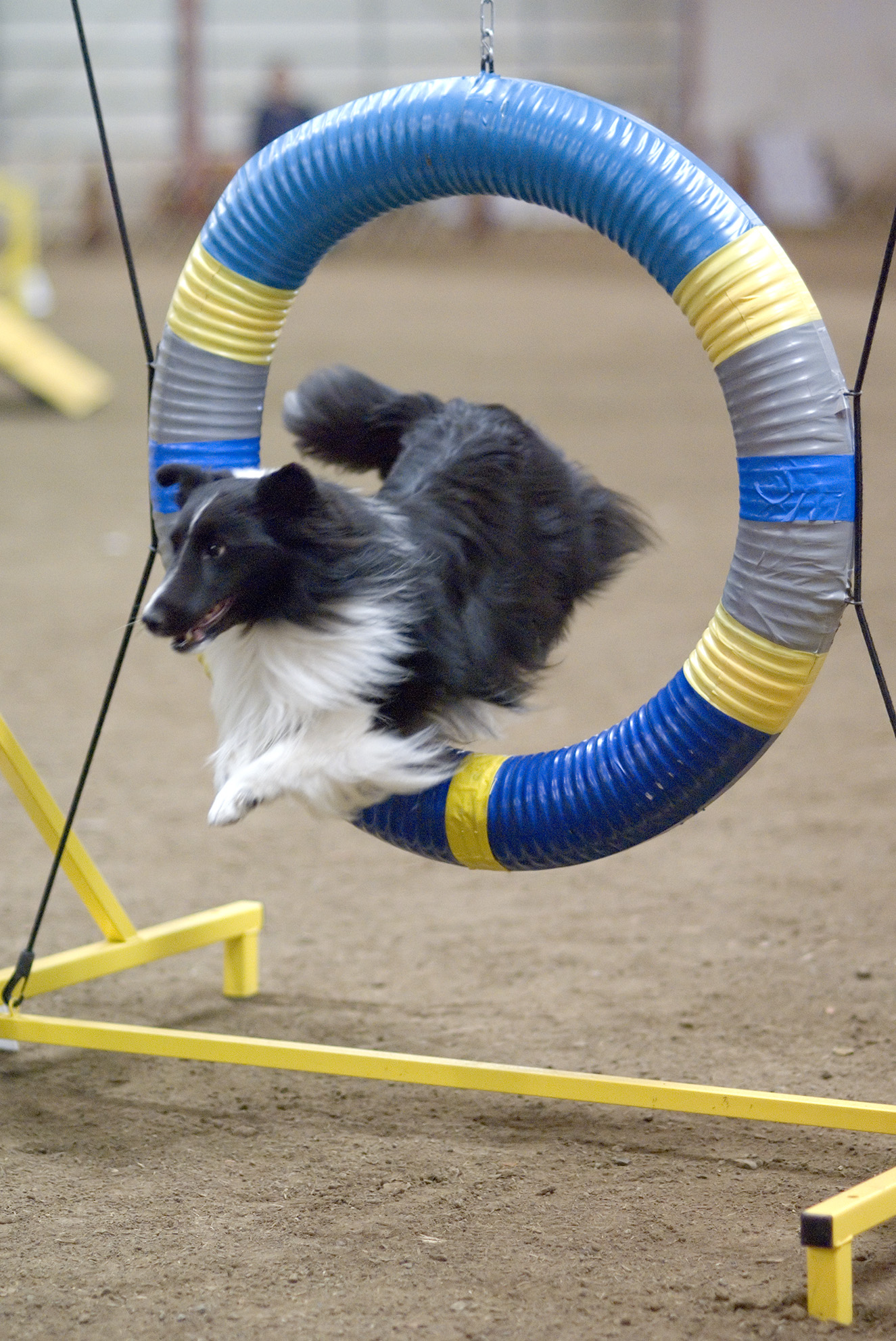
Bi black

Di medie dimensioni sono gli occhi, disposti obliquamente e a forma di mandorla. Il colore è marrone scuro, tranne la varietà blu merle nella quale possono essere anche blu. Le orecchie sono medie, larghe e basse, posizionate alte sul cranio, portate erette con le punte piegate in avanti. La testa è a forma di triangolo smussato, guance piatte, assi cranio-facciali paralleli e un caratteristico muso lungo. Stop leggero ma definito. I piedi sono di forma ovale, con dita ben arcuate e chiuse. 

## Carattere
Nonostante la taglia ridotta, è un cane da lavoro robusto, agile, intelligente e sicuro di sé. Come molte altre razze da pastore, anche lo Shetland si presenta riservato e con una sana diffidenza nei confronti degli estranei, senza peraltro mai mostrare paura o aggressività. Nei confronti del padrone si dimostra fedele, affettuoso e sempre pronto a partecipare con allegria a qualunque attività. Nel proprietario cerca un vero leader a cui votarsi.
Lo Shetland sheepdog è facile da addestrare e quindi ideale come cane da lavoro, da esposizione o per la vita in famiglia, ed è docile soprattutto con i bambini.

## Cure
Deve essere spazzolato periodicamente per evitare la formazione di nodi e per eliminare eventuali impurità e tracce di polvere. Un esame attento consentirà inoltre di individuare la presenza di parassiti e di adottare tutti quei rimedi che permettano anche di proteggere l'ambiente dove vive il cane.

## Consigli
La sua naturale diffidenza nei confronti degli estranei non contempla eventuali atteggiamenti aggressivi. Una volta "studiato" l'intruso, non mancherà un atteggiamento in sostanza amichevole. La sua taglia ridotta e la sua propensione a svolgere il ruolo di guardiano, lo rendono molto adatto a vivere in famiglia. Con i bambini si instaura un rapporto generalmente giocoso e sereno e raramente eccede in moine tanto da violare gli spazi altrui. Consigliabile spazzolarlo una volta al giorno, poiché i nodi si formano facilmente.

## Stretta somiglianza
Il pastore delle Shetland fu incrociato all'inizio del XX secolo con il pastore scozzese e ora presenta caratteri molto simili a questa razza.

## Adatto per...
- Compagnia
- Freestyle
- Agility Dog
- Obedience
- Guardia

## Non adatto per...
- Difesa
- Protezione Civile